# Луїш Каштру (1980)
Луїш Мануел Феррейра де Каштру (порт. Luís Manuel Ferreira de Castro, нар. 7 травня 1980) — португальський футбольний тренер, який очолює французьку команду «Дюнкерк».

## Кар'єра
Каштру народився в місті Морейра-де-Конегуш, округ Брага, і розпочав свою тренерську кар'єру у Візелі, тренуючи юнацьку команду дітей до 10 років. У 2005 році його запросив «Морейренсі» стати координатором молодіжної команди та менеджером команди до 19 років.
У 2009 році Каштру повернувся до Візели, де теж працював з юнаками, а у 2011 році переїхав за кордон і очолив команду U-15 саудівського клубу «Аль-Наср».
Каштру повернувся на батьківщину в 2012 році після того, як був призначений головним тренером юнацької команди «Віторії» (Гімарайнш) до 15 років. Згодом він очолив команду до 19 років і працював координатором молодіжного відділу, а у липні 2016 року переїхав до Угорщини, де став працювати у місцевому «Дебрецені».
У 2017 році Каштру повернувся до «Віторії», де спочатку продовжив тренувати юнаків, а у сезоні 2018/19 років очолював команду до 23 років.
30 травня 2019 року Каштру дебютував як головний тренер першої команди, очоливши «Панетолікос» з Суперліги Греції. Він був звільнений вже у 11 жовтня 2019 року, коли команда під його керівництвом не здобула жодної перемоги у шести стартових турах.
27 листопада 2019 року Каштру приєднався до «Бенфіки», де очолив команди до 19 та 23 років. 2 червня 2022 року він привів команду до 19 років до перемоги в Молодіжній лізі УЄФА, а потім виграв перший розіграш молодіжного Міжконтинентального кубку з командою до 20 років.. В результаті він очолив «Бенфіку Б», яку у сезоні 2022/23 він привів до 15-го місця в Другій лізі Португалії, ледь врятувавши її від вильоту, через що був звільнений.
26 вересня 2023 року став головним тренером клубу французької Ліги 2 «Дюнкерк». У новій команді французу вдалося поставити гру, завдяки чому «Дюнкерк» став найкращою командою Ліги 2 у 2024 календарному році, набравши 64 очки зі 105 можливих. Тим не менш, до Ліги 1 португальцю команду вивести не вдалось, оскільки після підсумкового 4 місця у Лізі 2 2024/25, команда у плей-оф поступилась «Мецу» (0:1). Незважаючи на порзаку, перспективний тренер зацікавив ряд клубів, зокрема вищоліговий «Ланс», а також донецький «Шахтар».